# The Silent Watcher
Pour plus de détails, voir Fiche technique et Distribution.
The Silent Watcher est un film muet américain réalisé par Frank Lloyd et sorti en 1924.

## Fiche technique
- Titre : The Silent Watcher
- Réalisation : Frank Lloyd
- Scénario : J.G. Hawks, d'après une nouvelle de Mary Roberts Rinehart
- Chef opérateur : Norbert Brodine
- Décors : John Hughes
- Costumes : Eve Roth
- Montage : Edward M. Roskam
- Production : Frank Lloyd Productions
- Distribution : First National Pictures
- Genre : Film dramatique
- Date de sortie :
  - États-Unis : 5 octobre 1924

## Distribution
- Glenn Hunter : Joe Roberts
- Bessie Love : Mary Roberts
- Hobart Bosworth : John Steele
- Gertrude Astor : Mrs Steele
- George Nichols : Jim Tufts
- Aggie Herring : Mrs Tufts
- Lionel Belmore : Barnes
- DeWitt Jennings : Stuart
- Alma Bennett : Lily Elliott
- Brandon Hurst : Herrold
- Mademoiselle Suzette
- David Murray
- Pat Harmon : O'Farrell